# Liste de films irlandais
La page ci-dessous regroupe les listes de films irlandais produits par l'industrie cinématographique irlandaise, classés par année de sortie. Les articles détaillés proposent des listes plus précises.

## Listes

### Avant 1920
| Année | Titre                             | Réalisateur             | Acteurs                                                                       | Genre           |
| ----- | --------------------------------- | ----------------------- | ----------------------------------------------------------------------------- | --------------- |
| 1907  | Belles of Killarney               | Arthur Melbourne Cooper | Kate O'Connor                                                                 |                 |
| 1910  | The Lad from Old Ireland          | Sidney Olcott           | Sidney Olcott, Gene Gauntier                                                  | drame           |
| 1911  | The Irish Honeymoon               | Sidney Olcott           | Sidney Olcott, Gene Gauntier                                                  | romance         |
| 1911  | Rory O'Mores                      | Sidney Olcott           | Jack J. Clark, Gene Gauntier                                                  | drame           |
| 1911  | Losing to Win                     | Sidney Olcott           | Gene Gauntier, Jack J. Clark                                                  | drame           |
| 1911  | La Colleen Bawn                   | Sidney Olcott           | Gene Gauntier, JP McGowan, Sidney Olcott                                      | drame           |
| 1911  | The Fishermaid of Ballydavid      | Sidney Olcott           | Gene Gauntier, Jack J. Clark                                                  |                 |
| 1911  | Un patriote irlandais             | Sidney Olcott           | Gene Gauntier, Robert Vignola, Sidney Olcott, Jack J. Clark                   | drame           |
| 1912  | O'Neill                           | Sidney Olcott           | Jack J. Clark, Gene Gauntier, Sidney Olcott, Alice Hollister, J.P. McGowan    | drame           |
| 1912  | Sa mère                           | Sidney Olcott           | Jack J. Clark, Gene Gauntier, J.P. McGowan                                    | drame           |
| 1912  | The Vagabonds                     | Sidney Olcott           | Gene Gauntier, Sidney Olcott, Jack J. Clark                                   | Film dramatique |
| 1912  | Far from Erin's Isle              | Sidney Olcott           | Gene Gauntier, Jack J. Clark, J.P. McGowan                                    | drame           |
| 1912  | You Remember Ellen                | Sidney Olcott           | Gene Gauntier, Jack J. Clark                                                  | romance         |
| 1912  | The Kerry Gow                     | Sidney Olcott           | Alice Hollister, Gene Gauntier, Jack J. Clark                                 | drame           |
| 1912  | The Mayor from Ireland            | Sidney Olcott           | Gene Gauntier, Jack J. Clark, J.P. McGowan                                    | drame           |
| 1912  | Ireland, the Oppressed            | Sidney Olcott           | Alice Hollister, Jack J. Clark, Sidney Olcott                                 | drame           |
| 1912  | The Shaughraun                    | Sidney Olcott           | Sidney Olcott, Gene Gauntier, Alice Hollister, Jack J. Clark                  | drame           |
| 1913  | The Wives of Jamestown            | Sidney Olcott           | Gene Gauntier, Jack J. Clark                                                  | romance         |
| 1913  | Lady Peggy's Escape               | Sidney Olcott           | Gene Gauntier, Jack J. Clark                                                  | romance         |
| 1914  | For Ireland's Sake                | Sidney Olcott           | Gene Gauntier, Jack J. Clark                                                  | drame           |
| 1914  | Come Back to Erin                 | Sidney Olcott           | Gene Gauntier, Jack J. Clark, Sidney Olcott                                   | romance         |
| 1914  | The Eye of the Government         | Sidney Olcott           | Gene Gauntier, Jack J. Clark, Sidney Olcott                                   | policier        |
| 1914  | Ireland a Nation                  | Walter MacNamara        | Barry O'Brien, P J Bourke, Fred O'Donovan, Barney Magee                       | drame           |
| 1915  | Regeneration                      | Raoul Walsh             | Rockcliffe Fellowes, Anna Q Nilsson, William SheerCarl Harbaugh, James Marcus | drame           |
| 1915  | All for Old Ireland               | Sidney Olcott           | Valentine Grant, Pat O'Malley                                                 | drame           |
| 1915  | Bold Emmett, Ireland's Martyr     | Sidney Olcott           | Valentine Grant, Sidney Olcott, Pat O'Malley                                  | drame           |
| 1915  | The Irish in America              | Sidney Olcott           | Valentine Grant, Sidney Olcott                                                | drame           |
| 1916  | O'Neil of the Glen                | Fred O'Donovan          | J M Kerrigan, Brian Magowan, Nora Clancy                                      | romance         |
| 1916  | The Eleventh Hour                 | Fred O'Donovan          | Brian Magowan, Kathleen Murphy                                                | drame           |
| 1917  | When Love Came To Gavin Burke     | Fred O'Donovan          | Fred O'Donovan, Nora Clancy, Oonah Halpin, Brian Magowan                      | mélodrame       |
| 1917  | The Irish Girl                    | J.M. Kerrigan           |                                                                               |                 |
| 1917  | The Byeways of Fate               | J.M. Kerrigan           |                                                                               | drame           |
| 1917  | A Girl of Glenbeigh               | J.M. Kerrigan           | Fred O'Donovan, Kathleen Murphy, Irene Murphy                                 | romance         |
| 1917  | The Upstart                       | J.M. Kerrigan           |                                                                               | comédie         |
| 1917  | Blarney                           | J.M. Kerrigan           | Fred O'Donovan                                                                | comédie         |
| 1918  | Knocknagow                        | Fred O'Donovan          | Brian Magowan, Fred O'Donovan, Arthur Shields, Brenda Burke, Kathleen Murphy  | mélodrame       |
| 1918  | Willy Reilly and His Colleen Bawn | John MacDonagh          | Brian Magowan, Kathleen Murphy, Richard Sheridan                              | drame           |
| 1918  | When Love Came to Gavin Burke     | Fred O'Donovan          | Fred O'Donovan, Nora Clancy, Oonah Halpin                                     | drame           |

### Années 1920
| Année | Titre                             | Réalisateur       | Acteurs                                                   | Genre            |
| ----- | --------------------------------- | ----------------- | --------------------------------------------------------- | ---------------- |
| 1920  | Willy Reilly and his Colleen Bawn | John McDonagh     | Brian Magowan, George Nesbit, Jim Plant                   | drame historique |
| 1920  | In the Days of Saint Patrick      | Norman Whitten    | Ira Ellen, Vernon Whitten, Gilbert Green, Alice Cardinall | drame historique |
| 1920  | Rosaleen Dhu                      | William Powers    | William Powers, Kitty Hart                                | comédie          |
| 1920  | Paying the Rent                   | John MacDonagh    | Arthur Sinclair, Moria McCoy, Muriel Canning              | comédie          |
| 1922  | Casey's Millions                  | John MacDonagh    | Barrett MacDonnell, Chris Sylvester, Jimmy O'Dea          | comédie          |
| 1922  | Cruiskeen Lawn                    | John MacDonagh    | Tom Moran                                                 | comédie          |
| 1926  | Irish Destiny                     | George Dewhurst   | Brian Magowan, Paddy Dunne Cullinan                       |                  |
| 1926  | Blarney                           | Rodney Malcolmson | Rodney Malcolmson, Jimmy O'Dea, Noel Purcell              | comédie          |
| 1928  | An Irish Mother                   |                   |                                                           |                  |

### Années 1930
| Année | Titre                 | Réalisateur                              | Acteurs                                                        | Genre              |
| ----- | --------------------- | ---------------------------------------- | -------------------------------------------------------------- | ------------------ |
| 1930  | By Accident           | J.N.G. Davidson                          | Blake Clifford, J.K. Mandy, Olive Purcell                      |                    |
| 1932  | Some Say Chance       | Michael Farrell                          | Austin Meldon, Eileen Ashe, Margot Bigland                     |                    |
| 1934  | Sweet Inniscarra      | Emmett Moore                             | Sean Rogers, Mae Ryan                                          |                    |
| 1935  | Guests of the Nation  | Denis Johnston                           | Barry Fitzgerald, Cyril Cusack, Shelah Richards                |                    |
| 1935  | Le Mouchard           | John Ford                                | Victor McLaglen, Heather Angel, Preston Foster, Margot Grahame | drame              |
| 1936  | The Luck of the Irish | Donovan Pedelty                          | Richard Hayward, Nan Cullen, Charles Fagan                     | drame              |
| 1936  | Irish and Proud of It | Donovan Pedelty                          | Richard Hayward                                                | musical            |
| 1936  | The Voice of Ireland  | Victor Haddick                           | Victor Haddick, Richard Hayward                                | musical            |
| 1936  | L'Ennemie bien-aimée  | H.C. Potter                              | Merle Oberon, Brian Aherne                                     | drame              |
| 1937  | Kathleen Mavourneen   | Norman Lee                               | Sally O'Neil                                                   | romance            |
| 1937  | Rose of Tralee        | Oswald Mitchell                          | Binkie Stuart, Kathleen O'Regan, Fred Conyngham                | musical            |
| 1938  | The Dawn              | Thomas Cooper                            | Thomas Cooper, Brian O'Sullivan, Eileen Davis                  | guerre             |
| 1938  | Kathleen Mavourneen   | Norman Lee                               | Sally O'Neil, Tom Burke, Jack Daly                             | drame musical      |
| 1938  | Irish and Proud of It | Donovan Pedelty                          | Richard Hayward, Dinah Sheridan, Gwenllian Gill                | comédie romantique |
| 1938  | The Islandman         | Patrick Keenan Heale                     | Cecil F. Ford, Eileen Curran, Brian O'Sullivan                 | drame              |
| 1938  | Men of Ireland        | Richard Bird                             | Cecil F. Ford, Eileen Curran, Brian O'Sullivan                 | drame romance      |
| 1938  | Blarney               | Harry O'Donovan                          | Jimmy O'Dea, Myrette Morven                                    | comédie            |
| 1938  | Devil's Rock          | Germain Gerard Burger et Richard Hayward | Richard Hayward                                                | musical            |

### Années 1940
| Année | Titre                                         | Réalisateur                          | Acteurs                                                 | Genre      |
| ----- | --------------------------------------------- | ------------------------------------ | ------------------------------------------------------- | ---------- |
| 1946  | The Voice Within ou Crime on the Irish Border | Maurice J. Wilson                    | Barbara White, Kieron Moore, Shaun Noble                | policier   |
| 1946  | L'Étrange Aventurière                         | Frank Launder                        | Deborah Kerr, Trevor Howard                             | espionnage |
| 1947  | Huit Heures de sursis                         | Carol Reed                           | James Mason, Robert Newton, Cyril Cusack, Kathleen Ryan | policier   |
| 1947  | Captain Boycott                               | Frank Launder                        | Stewart Granger, Kathleen Ryan                          | drame      |
| 1947  | Le Narcisse noir                              | Michael Powell et Emeric Pressburger | Deborah Kerr, David Farrar                              | drame      |
| 1948  | My Hands Are Clay                             | Lionel Tomlinson                     | Bernardette Leahy                                       | drame      |
| 1948  | Another Shore                                 | Charles Crichton                     | Robert Beatty, Moira Lister                             |            |
| 1949  | You Can't Fool an Irishman                    | Alfred Travers                       | Tommy Duggan, Shirl Conway, Shamus Locke                | comédie    |

### Années 1950
| Année | Titre                          | Réalisateur      | Acteurs                                                                | Genre              |
| ----- | ------------------------------ | ---------------- | ---------------------------------------------------------------------- | ------------------ |
| 1951  | The Hills of Ireland           | Harry Dugan      | Pat O'Brien                                                            | documentaire       |
| 1951  | Return to Glennascaul          | Hilton Edwards   | Orson Welles                                                           | horreur            |
| 1952  | Un si noble tueur              | Basil Dearden    | John Mills, Dirk Bogarde                                               | policier           |
| 1952  | L'Homme tranquille             | John Ford        | John Wayne, Maureen O'Hara, Barry Fitzgerald, Ward Bond                | comédie            |
| 1952  | La Jeune Folle                 | Yves Allégret    | Danièle Delorme, Henri Vidal, Maurice Ronet                            | drame              |
| 1953  | Fintona Housing Discrimination |                  |                                                                        | documentaire       |
| 1955  | Capitaine Mystère              | Douglas Sirk     | Rock Hudson, Barbara Rush, Jeff Morrow                                 | comédie dramatique |
| 1956  | Jacqueline                     | Roy Ward Baker   | John Gregson, Kathleen Ryan                                            | drame              |
| 1957  | Pretty Polly                   | Tony Inglis      | Noel Purcell                                                           | court              |
| 1957  | Professor Tim                  | Henry Cass       | Bill Foley, Ray McAnally, Maire O'Donnell, Seamus Kavanagh             |                    |
| 1957  | Quand se lève la lune          | John Ford        | Tyrone Power, Noel Purcell, Cyril Cusack, Jack MacGowran, Frank Lawton | comédie dramatique |
| 1958  | Dublin Nightmare               | Clive Owen       | William Sylvester                                                      | policier           |
| 1959  | Home Is the Hero               | Fielder Cook     | Walter Macken                                                          | drame romance      |
| 1959  | Mise Éire                      | George Morrison  | Liam Budhlaeir                                                         | documentaire       |
| 1959  | L'Épopée dans l'ombre          | Michael Anderson | James Cagney                                                           | drame historique   |
| 1959  | Broth of a Boy                 | George Pollock   | Barry Fitzgerald                                                       | comédie            |
| 1959  | This Other Eden                | Muriel Box       | Audrey Dalton                                                          | drame              |
| 1959  | Darby O'Gill et les Farfadets  | Robert Stevenson | Sean Connery, Jimmy O'Dea, Kieron Moore, Albert Sharpe                 |                    |

### Années 1960
| Année | Titre                                  | Réalisateur                                                              | Acteurs                                                               | Genre                  |
| ----- | -------------------------------------- | ------------------------------------------------------------------------ | --------------------------------------------------------------------- | ---------------------- |
| 1960  | Lies My Father Told Me                 | Don Chaffey                                                              | Harry Brogan, Betsy Blair, Eddie Golden                               | drame                  |
| 1960  | Boyd's Shop                            | Henry Cass                                                               | Eileen Crowe, Geoffrey Golden, Aideen O'Kelly                         | comédie                |
| 1960  | Les Combattants de la nuit             | Tay Garnett                                                              | Robert Mitchum, Anne Heywood                                          | drame                  |
| 1960  | Fais ta valise Sherlock Holmes         | Helmuth Ashley                                                           | Heinz Rühmann                                                         | policier               |
| 1961  | Le Grand Risque                        | Richard Fleischer                                                        | Stephen Boyd, Juliette Gréco                                          | comédie dramatique     |
| 1962  | The Devil's Agent                      | John Paddy Carstairs                                                     | Peter Van Eyck, Marianne Koch, Macdonald Carey, Christopher Lee       | drame, mystère         |
| 1962  | The Webster Boy                        | Don Chaffey                                                              | Richard O'Sullivan, John Cassavetes, Elizabeth Sellars, David Farrar  | drame                  |
| 1962  | Dead Man's Evidence                    | Francis Searle                                                           | Conrad Phillips, Jane Griffiths, Veronica Hurst                       | policier               |
| 1963  | The Playboy of the Western World       | Brian Desmond Hurst                                                      | Siobhán Nic Cionnaith, Gary Raymond, Elspeth March                    | comédie                |
| 1963  | Dementia 13                            | Francis Ford Coppola                                                     | William Campbell, Luana Anders, Patrick Magee                         | horreur                |
| 1965  | Le Jeune Cassidy                       | John Ford et Jack Cardiff                                                | Rod Taylor, Julie Christie, Flora Robson                              | biopic                 |
| 1966  | Le Crépuscule des aigles               | John Guillermin                                                          | George Peppard, James Mason, Ursula Andress                           | guerre                 |
| 1966  | Casino Royale                          | Val Guest, Kenneth Hughes, John Huston, Joseph McGrath et Robert Parrish | David Niven, Peter Sellers, Ursula Andress, Orson Welles              |                        |
| 1967  | La Vengeance de Fu Manchu              | Jeremy Summers                                                           | Christopher Lee, Douglas Wilmer, Horst Frank                          | action, drame, horreur |
| 1967  | Rocky Road to Dublin                   | Peter Lennon                                                             |                                                                       | documentaire           |
| 1967  | Ulysses                                | Joseph Strick                                                            | Joseph Strick, Milo O'Shea, Maurice Roëves, T.P. McKenna, David Kelly | drame                  |
| 1968  | La Vallée du bonheur                   | Francis Ford Coppola                                                     | Fred Astaire, Petula Clark                                            | musical                |
| 1969  | I Can't... I Can't                     | Piers Haggard                                                            | Dennis Waterman, Tessa Wyatt, Alexandra Bastedo                       | drame                  |
| 1969  | Davey des grands chemins               | John Huston                                                              | John Hurt, Pamela Franklin, Nigel Davenport, Ronald Fraser            | comédie dramatique     |
| 1969  | Alfred le Grand, vainqueur des Vikings | Clive Donner                                                             | David Hemmings, Michael York                                          | drame                  |
| 1969  | Country Dance                          | Jack Lee Thompson                                                        | Peter O'Toole, Susannah York, Michael Craig                           |                        |

### Années 1970
| Année | Titre                                      | Réalisateur                | Acteurs                                                                  | Genre               |
| ----- | ------------------------------------------ | -------------------------- | ------------------------------------------------------------------------ | ------------------- |
| 1970  | Quackser Fortune Has a Cousin in the Bronx | Waris Hussein              | Gene Wilder, Margot Kidder, David Kelly, Eileen Colgan                   | comédie dramatique  |
| 1970  | L'Évasion du capitaine Schlütter           | Lamont Johnson             | Brian Keith, Helmut Griem, Ian Hendry, Jack Watson                       | drame, guerre       |
| 1970  | La Fille de Ryan                           | David Lean                 | Robert Mitchum, Sarah Miles, Trevor Howard, Christopher Jones            | mélodrame, histoire |
| 1970  | Paddy                                      | Daniel Haller              | Milo O'Shea, Dearbhla Molloy, Robert Vincent Smith, Des Cave             | comédie             |
| 1970  | Darling Lili                               | Blake Edwards              | Julie Andrews, Rock Hudson                                               | musical             |
| 1971  | Flight of the Doves                        | Ralph Nelson               | Ron Moody, Jack Wild, Dorothy McGuire, Stanley Holloway                  | drame, famille      |
| 1971  | Prince noir                                | James Hill                 | Mark Lester, Walter Slezak                                               | comédie dramatique  |
| 1971  | Ciel noir                                  | Serge Leroy                | Frédéric de Pasquale, Alexandra Stewart                                  | comédie dramatique  |
| 1972  | Images                                     | Robert Altman              | Susannah York, René Auberjonois, Marcel Bozzuffi, Hugh Millais (en)      | drame               |
| 1973  | A Likely Story                             | William Kronick            | Cyril Cusack, Sinéad Cusack, Cesare Danova, Harvey Lembeck               | crime               |
| 1973  | Le Piège                                   | John Huston                | Paul Newman, James Mason, Dominique Sanda                                | policier            |
| 1973  | Le Visiteur                                | Jack Gold                  | Trevor Howard, Martin Sheen, Cyril Cusack                                | drame               |
| 1974  | Zardoz                                     | John Boorman               | Sean Connery, Charlotte Rampling, Sara Kestelman, Niall Buggy            | science-fiction     |
| 1975  | Philadelphia, Here I Come                  | John Quested               | Donal McCann, Des Cave, Niall Toibin, David Kelly                        | drame               |
| 1975  | Hennessy                                   | Don Sharp                  | Rod Steiger, Trevor Howard, Lee Remick                                   | policier            |
| 1975  | Caoineadh Airt Ui Laoire                   | Bob Quinn                  | Seán Bán Breathnach, John Arden, Caitlín Ní Dhonnchú                     |                     |
| 1976  | Les Mercenaires                            | Val Guest                  | Telly Savalas, Peter Fonda, Hugh O'Brian, Christopher Lee, Maud Adams    | action, thriller    |
| 1977  | A Portrait of the Artist as a Young Man    | Joseph Strick              | Bosco Hogan (en), T.P. McKenna, Hugh O'Brian, John Gielgud, Bryan Murray | drame               |
| 1977  | Un taxi mauve                              | Yves Boisset               | Charlotte Rampling, Philippe Noiret, Peter Ustinov, Fred Astaire         | comédie dramatique  |
| 1977  | Docteur Frankenstein                       | Calvin Floyd               | Leon Vitali, Per Oscarsso, Nicholas Clay, Stacy Dorning                  | horreur             |
| 1977  | Down the Corner                            | Joe Comerford              | Declan Cronin, Kevin Doyle, Michael Joyce, Joe Keenan                    | drame               |
| 1978  | Poitín (en)                                | Bob Quinn                  | Cyril Cusack, Donal McCann, Niall Toibin, Maighréad Ní Chonghaile        | drame               |
| 1979  | Avalanche Express                          | Mark Robson, Monte Hellman | Robert Shaw, Lee Marvin, Maximilian Schell, Linda Evans, Joe Namath      | action, thriller    |
| 1979  | The Boxer                                  | Brian Drysdale             | Peter Dickson, Dave Finlay, Colin Lewis, George Shane                    |                     |